# Cannaceae
Famille
Classification APG III (2009)
La famille des Cannacées (Cannaceae Juss. 1789) regroupe des plantes monocotylédones. Elle comprend plusieurs espèces appartenant à un seul genre : Canna.
Ce sont des plantes herbacées des régions tropicales et subtropicales d'Amérique. Des hybrides de Canna sont très fréquemment utilisés comme plantes florales ornementales.

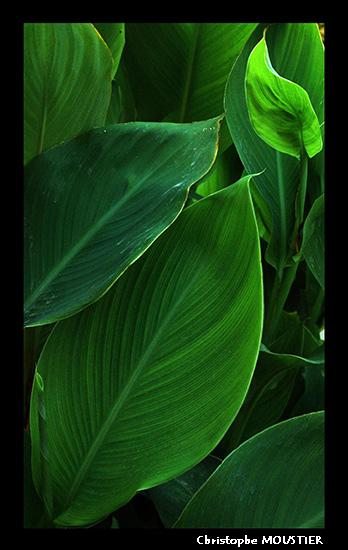
Feuilles.
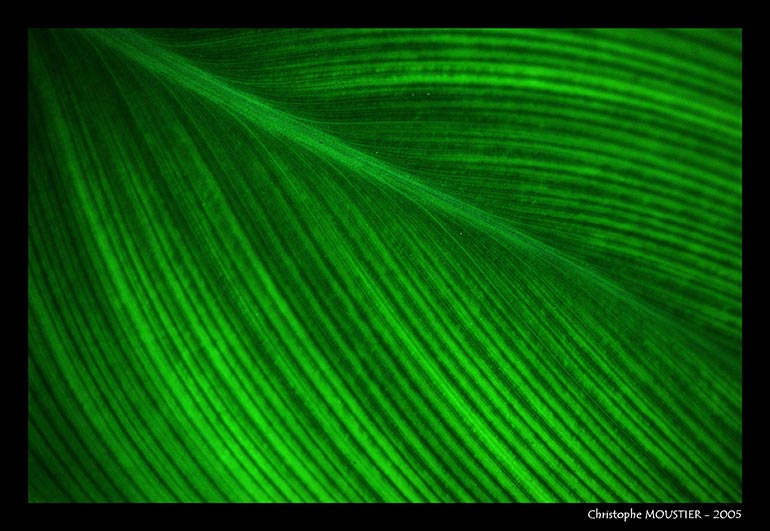
Détail d'une feuille.

## Étymologie
Le nom vient du genre Canna dont la racine cann, qui fut successivement hébraïque, puis grecque, puis  latine, signifie « roseau, canne à sucre ».

## Liste des genres
Selon World Checklist of Selected Plant Families (WCSP) (22 avr. 2010), Angiosperm Phylogeny Website (21 mai 2010), NCBI (22 avr. 2010), DELTA Angio (22 avr. 2010) & ITIS (22 avr. 2010) :
- genre Canna  L. (1753)

## Liste des espèces
Selon World Checklist of Selected Plant Families (WCSP) (22 avr. 2010) :
- genre Canna  L. (1753)
  - Canna bangii  Kraenzl. (1912)
  - Canna flaccida  Salisb. (1791)
  - Canna glauca  L. (1753)
  - Canna indica  L. (1753)
  - Canna iridiflora  Ruiz & Pav. (1798)
  - Canna jaegeriana  Urb. (1917)
  - Canna liliiflora  Warsz. ex Planch. (1855)
  - Canna paniculata  Ruiz & Pav. (1798)
  - Canna pedunculata  Sims (1822)
  - Canna tuerckheimii  Kraenzl. (1912)

Selon NCBI (22 avr. 2010) :
- genre Canna
  - Canna flaccida
  - Canna glauca
  - Canna indica
  - Canna aff. indica Andersson 60910:1
  - Canna paniculata
  - Canna polymorpha
  - Canna tuerckheimii
  - Canna × generalis
  - Canna sp. Graham 1010

## Espèces aux noms synonymes, obsolètes et leurs taxons de référence
Selon World Checklist of Selected Plant Families (WCSP) (5 sept. 2012) :
- Canna achiras Gillies ex D.Don, (1830) = Canna indica  L. (1753)
- Canna altensteinii Bouché, (1837) = Canna indica  L. (1753)
- Canna amabilis T.Koyama & Nob.Tanaka, (2000) = Canna indica  L. (1753)
- Canna amambayensis Kraenzl., (1916) = Canna paniculata  Ruiz & Pav. (1798)
- Canna anahuacensis Kraenzl., (1912) = Canna tuerckheimii  Kraenzl. (1912)
- Canna angustifolia L., (1753) = Canna glauca  L. (1753)
- Canna annaei André, (1861) = Canna glauca  L. (1753)
- Canna ascendens Ciciar., (2007) = Canna indica  L. (1753)
- Canna aurantiaca Roscoe, (1826) = Canna indica  L. (1753)
- Canna × aurantiaca Tineo ex Tod., (1859)  unplaced
- Canna aureovittata Lodd., (1821) = Canna indica  L. (1753)
- Canna barbadica Bouché, (1833), nom. nud. = Canna indica  L. (1753)
- Canna bidentata Bertol., (1859) = Canna indica  L. (1753)
- Canna bifida Roem. & Schult., (1817) = Canna indica  L. (1753)
- Canna brasiliensis Roscoe ex Spreng., (1827) = Canna indica  L. (1753)
- Canna brittonii Rusby, (1902) = Canna liliiflora  Warsz. ex Planch. (1855)
- Canna buekii Weinm., S (1824) = Canna paniculata  Ruiz & Pav. (1798)
- Canna carnea Roscoe, (1826) = Canna indica  L. (1753)
- Canna cearensis Huber, (1901) = Canna indica  L. (1753)
- Canna chinensis Willd., (1808), nom. superfl. = Canna indica  L. (1753)
- Canna cinnabarina Bouché, (1845) = Canna indica  L. (1753)
- Canna coccinea Mill., (1768) = Canna indica  L. (1753)
- Canna coccinea var. bicolor Kraenzl., (1912) = Canna indica  L. (1753)
- Canna coccinea var. concolor Regel, (1867) = Canna indica  L. (1753)
- Canna coccinea f. flaviflora Chodat & Hassl., (1903) = Canna indica  L. (1753)
- Canna coccinea var. floribunda (Bouché) Regel, (1867) = Canna indica  L. (1753)
- Canna coccinea var. limbata Regel, (1867) = Canna indica  L. (1753)
- Canna coccinea var. sylvestris (Roscoe) Regel, (1844) = Canna tuerckheimii  Kraenzl. (1912)
- Canna commutata Bouché, (1833) = Canna indica  L. (1753)
- Canna compacta Roscoe, (1824) = Canna indica  L. (1753)
- Canna concinna Bouché, (1845) = Canna indica  L. (1753)
- Canna confusa J.W.Richardson & L.B.Sm., (1972), no latin descr. = Canna paniculata  Ruiz & Pav. (1798)
- Canna crocea Roem. & Schult., (1817) = Canna indica  L. (1753)
- Canna curviflora Horan., Prodr. (1862) = Canna tuerckheimii  Kraenzl. (1912)
- Canna densifolia Bouché, Linnaea 18: 489 (1845) = Canna indica  L. (1753)
- Canna denudata Roscoe, (1824) = Canna paniculata  Ruiz & Pav. (1798)
- Canna denudata var. grandis Petersen, (1890) = Canna indica  L. (1753)
- Canna denudata var. major Roscoe, (1824) = Canna paniculata  Ruiz & Pav. (1798)
- Canna discolor Lindl., (1829) = Canna indica  L. (1753)
- Canna discolor var. rubripunctata Nob.Tanaka, (2001) = Canna indica  L. (1753)
- Canna discolor var. viridifolia Nob.Tanaka, (2001) = Canna indica  L. (1753)
- Canna domingensis Urb., (1917) = Canna jaegeriana  Urb. (1917)
- Canna edulis Ker Gawl., (1824) = Canna indica  L. (1753)
- Canna × ehemannii auct., (1882), nom. subnud.  = unplaced
- Canna ehrenbergii Bouché, (1833) = Canna indica  L. (1753)
- Canna elegans Raf., (1817), nom. superfl. = Canna indica  L. (1753)
- Canna ellipticifolia Stokes, (1812), nom. superfl. = Canna indica  L. (1753)
- Canna ellipticifolia var. coccinea (Mill.) Stokes, (1812) = Canna indica  L. (1753)
- Canna ellipticifolia var. lutea (Mill.) Stokes, (1812) = Canna indica  L. (1753)
- Canna ellipticifolia var. patens (Aiton) Stokes, (1812) = Canna indica  L. (1753)
- Canna ellipticifolia var. rubra Stokes, (1812) = Canna indica  L. (1753)
- Canna esculenta Loudon, (1830), nom. inval. = Canna indica  L. (1753)
- Canna excelsa Lodd., (1823) = Canna paniculata  Ruiz & Pav. (1798)
- Canna exigua Bouché, (1845) = Canna indica  L. (1753)
- Canna eximia Bouché ex Horan., (1862) = Canna indica  L. (1753)
- Canna fintelmannii Bouché, (1845) = Canna glauca  L. (1753)
- Canna flaccida Roscoe, (1807), nom. illeg.  = Canna flaccida  Salisb. (1791)
- Canna flava Michx. ex Lam., (1792), nom. subnud. = Canna flaccida  Salisb. (1791)
- Canna flavescens Link, (1829) = Canna indica  L. (1753)
- Canna floribunda Bouché, (1845) = Canna indica  L. (1753)
- Canna formosa Bouché, (1845) = Canna indica  L. (1753)
- Canna fuchsina Ciciar., (2010) = Canna indica  L. (1753)
- Canna fulgida Bouché, (1845) = Canna indica  L. (1753)
- Canna gemella Nees & Mart., (1823) = Canna tuerckheimii  Kraenzl. (1912)
- Canna × generalis L.H.Bailey, (1923) = unplaced
- Canna gigantea F.Delaroche, (1811) = Canna tuerckheimii  Kraenzl. (1912)
- Canna glauca var. angusta J.W.Richardson, (1972) = Canna glauca  L. (1753)
- Canna glauca var. annaei (André) Petersen, (1890) = Canna glauca  L. (1753)
- Canna glauca var. flaccida (Salisb.) Willd., (1797) = Canna flaccida  Salisb. (1791)
- Canna glauca var. flava (Michx. ex Lam.) Willd., (1797) = Canna flaccida  Salisb. (1791)
- Canna glauca var. rubrolutea Hook., (1835) = Canna glauca  L. (1753)
- Canna glauca var. rufa Sims, (1822) = Canna glauca  L. (1753)
- Canna glauca var. siamensis (Kraenzl.) Nob.Tanaka, (2001) = Canna glauca  L. (1753)
- Canna hassleriana Kraenzl., (1916) = Canna glauca  L. (1753)
- Canna heliconiifolia Bouché, (1833) = Canna indica  L. (1753)
- Canna heliconiifolia var. xalapensis (Bouché) Kraenzl., (1912) = Canna indica  L. (1753)
- Canna × hortensis Guillaumin, (1934) = unplaced
- Canna humilis Bouché, (1833) = Canna indica  L. (1753)
- Canna indica var. coccinea (Mill.) Aiton, (1789) = Canna indica  L. (1753)
- Canna indica var. edwardsii Regel, (1867) = Canna indica  L. (1753)
- Canna indica var. flava (Roscoe) Baker, (1892) = Canna indica  L. (1753)
- Canna indica var. karsteniana Regel, (1867) = Canna indica  L. (1753)
- Canna indica var. limbata (Regel) Petersen, (1890) = Canna indica  L. (1753)
- Canna indica var. lutea (Mill.) Aiton, (1789) = Canna indica  L. (1753)
- Canna indica var. maculata Hook., (1823) = Canna indica  L. (1753)
- Canna indica var. nepalensis (Bouché) Baker, (1892) = Canna indica  L. (1753)
- Canna indica subsp. orientalis Baker, (1898) = Canna indica  L. (1753)
- Canna indica var. orientalis Baker, (1892), nom. superfl. = Canna indica  L. (1753)
- Canna indica var. patens Aiton, (1789) = Canna indica  L. (1753)
- Canna indica var. rubra Aiton, (1789) = Canna indica  L. (1753)
- Canna indica f. rubroaurantiaca Makino, (1940) = Canna indica  L. (1753)
- Canna indica var. sanctae-rosae (Kraenzl.) Nob.Tanaka, (2001) = Canna indica  L. (1753)
- Canna indica var. speciosa Baker, (1892), nom. superfl. = Canna indica  L. (1753)
- Canna indica var. variegata Regel, (1867) = Canna indica  L. (1753)
- Canna indica var. warszewiczii Nob.Tanaka, (2001) = Canna indica  L. (1753)
- Canna iridiflora Willd., (1814), nom. illeg. = Canna tuerckheimii  Kraenzl. (1912)
- Canna jacobiniflora T.Koyama & Nob.Tanaka, (2000) = Canna glauca  L. (1753)
- Canna jacquinii Bouché, (1838) = Canna paniculata  Ruiz & Pav. (1798)
- Canna juncea Retz., (1779) = Canna indica  L. (1753)
- Canna kunzei (Bouché) Kraenzl., (1912) = Canna paniculata  Ruiz & Pav. (1798)
- Canna laeta Bouché, (1845) = Canna indica  L. (1753)
- Canna lagunensis Lindl., (1830) = Canna indica  L. (1753)
- Canna lambertii Lindl. ex Ker Gawl., (1820) = Canna indica  L. (1753)
- Canna lanceolata Lodd. ex Loudon, (1830), nom. nud. = Canna glauca  L. (1753)
- Canna lancifolia Schrank, (1824) = Canna glauca  L. (1753)
- Canna lanuginosa Roscoe, (1827) = Canna indica  L. (1753)
- Canna latifolia Mill., (1768), nom. rej. = Canna tuerckheimii  Kraenzl. (1912)
- Canna leptochila Bouché, (1833) = Canna indica  L. (1753)
- Canna leucocarpa Bouché, (1845) = Canna jaegeriana  Urb. (1917)
- Canna limbata Roscoe, (1827), nom. superfl. = Canna indica  L. (1753)
- Canna linkii Bouché, (1833) = Canna paniculata  Ruiz & Pav. (1798)
- Canna liturata Link ex A.Dietr., (1831) = Canna glauca  L. (1753)
- Canna longifolia Bouché, (1845) = Canna glauca  L. (1753)
- Canna lutea Mill., (1768) = Canna indica  L. (1753)
- Canna lutea Larrañaga, (1923), nom. illeg. = Canna indica  L. (1753)
- Canna lutea var. aurantiaca (Roscoe) Regel, (1867) = Canna indica  L. (1753)
- Canna lutea var. genuina Kraenzl., (1912), nom. inval. = Canna indica  L. (1753)
- Canna lutea var. maculata (Hook.) Regel, (1867) = Canna indica  L. (1753)
- Canna lutea var. pallida (Roscoe) Regel, (1867) = Canna indica  L. (1753)
- Canna macrophylla Horan., (1862) = Canna indica  L. (1753)
- Canna maculata (Hook.) Link, Handbuch 1: 227 (1829) = Canna indica  L. (1753)
- Canna maxima Lodd. ex Roscoe, (1828), nom. inval. = Canna indica  L. (1753)
- Canna meridensis Kraenzl., (1912) = Canna paniculata  Ruiz & Pav. (1798)
- Canna mexicana A.Dietr., (1831) = Canna glauca  L. (1753)
- Canna miniata Bouché, (1833) = Canna paniculata  Ruiz & Pav. (1798)
- Canna montana Blume, (1827) = Canna indica  L. (1753)
- Canna moritziana Bouché, (1845) = Canna indica  L. (1753)
- Canna neglecta Weinm., (1820), nom. rej. = Canna tuerckheimii  Kraenzl. (1912)
- Canna neglecta Steud., (1840) = Canna paniculata  Ruiz & Pav. (1798)
- Canna nepalensis Bouché, (1833) = Canna indica  L. (1753)
- Canna × noutonnii Carrière, (1878) = unplaced
- Canna occidentalis Ker Gawl., (1824) = Canna indica  L. (1753)
- Canna × orchioides L.H.Bailey, (1923) = unplaced
- Canna orientalis Bouché, (1833), nom. illeg. = Canna indica  L. (1753)
- Canna orientalis Roscoe, (1826), nom. superfl. = Canna indica  L. (1753)
- Canna orientalis var. flava Roscoe, (1826) = Canna indica  L. (1753)
- Canna orientalis var. flavescens (Link) Baker, (1893), nom. superfl. = Canna indica  L. (1753)
- Canna ottonis (Bouché) Kraenzl., (1912) = Canna paniculata  Ruiz & Pav. (1798)
- Canna pallida Roscoe, (1824) = Canna indica  L. (1753)
- Canna pallida var. maculata (Hook.) Roscoe, (1828) = Canna indica  L. (1753)
- Canna paniculata var. glabra Regel, (1867) = Canna paniculata  Ruiz & Pav. (1798)
- Canna patens (Aiton) Roscoe, (1807) = Canna indica  L. (1753)
- Canna patens var. limbata (Regel) Baker, (1893) = Canna indica  L. (1753)
- Canna pedicellata C.Presl, (1827) = Canna glauca  L. (1753)
- Canna pentaphylla D.Dietr., (1839), orth. var. = Canna indica  L. (1753)
- Canna pertusa Urb., (1917) = Canna jaegeriana  Urb. (1917)
- Canna platyphylla Nees & Mart., (1823) = Canna indica  L. (1753)
- Canna plurituberosa T.Koyama & Nob.Tanaka, (2000) = Canna indica  L. (1753)
- Canna poeppigii Bouché, (1838) = Canna indica  L. (1753)
- Canna polyclada Wawra, (1863) = Canna indica  L. (1753)
- Canna polymorpha Bouché, (1833). = Canna indica  L. (1753)
- Canna portoricensis Bouché, (1838) = Canna indica  L. (1753)
- Canna pruinosa Hoffmanns., (1828) = Canna indica  L. (1753)
- Canna pulchra Bouché ex Horan., (1862) = Canna indica  L. (1753)
- Canna pulchra Hassk., (1844) = Canna indica  L. (1753)
- Canna recurvata Bouché, (1845) = Canna indica  L. (1753)
- Canna reevesii Lindl., (1837) = Canna flaccida  Salisb. (1791)
- Canna reflexa Nees ex D.Dietr., (1839) = Canna pedunculata  Sims (1822)
- Canna roscoeana Bouché, (1833), nom. superfl. = Canna indica  L. (1753)
- Canna rotundifolia André, (1862) = Canna indica  L. (1753)
- Canna rubra Willd., (1808), nom. superfl. = Canna indica  L. (1753)
- Canna rubricaulis Link, (1821) = Canna indica  L. (1753)
- Canna sanctae-rosae Kraenzl., (1912) = Canna indica  L. (1753)
- Canna sanguinea Bouché, (1833), pro syn. = Canna indica  L. (1753)
- Canna sanguinea Warsz. ex Otto & A.Dietr., (1851) = Canna indica  L. (1753)
- Canna saturate-rubra Bouché ex K.Koch, (1858) = Canna indica  L. (1753)
- Canna schlechtendaliana Bouché, (1845) = Canna glauca  L. (1753)
- Canna schlechtendaliana var. annaei (André) Kraenzl., (1912)
- Canna schubertii Horan., (1862) = Canna indica  L. (1753)
- Canna seleriana Kraenzl., (1912) = Canna indica  L. (1753)
- Canna sellowii Bouché, (1833) = Canna indica  L. (1753)
- Canna siamensis Kraenzl., (1912) = Canna glauca  L. (1753)
- Canna speciosa Hegetschw, (1813), nom. superfl. = Canna indica  L. (1753)
- Canna speciosa Roscoe ex Sims, (1822), nom. illeg. = Canna indica  L. (1753)
- Canna spectabilis Bouché, (1845) = Canna indica  L. (1753)
- Canna stenantha Nob.Tanaka, (2000) = Canna glauca  L. (1753)
- Canna stolonifera D.Dietr., (1839) = Canna glauca  L. (1753)
- Canna stricta Bouché, (1838) = Canna glauca  L. (1753)
- Canna sulphurea Bouché, (1833), pro syn. = Canna indica  L. (1753)
- Canna surinamensis Bouché, (1845) = Canna indica  L. (1753)
- Canna sylvestris Roscoe, (1827), nom. rej. = Canna tuerckheimii  Kraenzl. (1912)
- Canna tenuiflora Bouché ex A.Dietr., (1831) = Canna indica  L. (1753)
- Canna texensis Regel, (1867) = Canna indica  L. (1753)
- Canna textoria Noronha, (1811), nom. nud. = Canna indica  L. (1753)
- Canna thyrsiflora Hegetschw., (1813), nom. superfl. = Canna indica  L. (1753)
- Canna tinei Tod., (1858), nom. subnud. = Canna indica  L. (1753)
- Canna tubiflora Regel, (1860), nom. nud. = Canna paniculata  Ruiz & Pav. (1798)
- Canna variabilis Willd., (1808), nom. superfl. = Canna indica  L. (1753)
- Canna variegata Besser, (1810) = Canna indica  L. (1753)
- Canna variegata Bouché, (1845), nom. illeg. = Canna indica  L. (1753)
- Canna variegatifolia Ciciar., (1995) = Canna indica  L. (1753)
- Canna ventricosa Bouché, (1845) = Canna indica  L. (1753)
- Canna violacea Bouché, (1838) = Canna tuerckheimii  Kraenzl. (1912)
- Canna warszewiczii A.Dietr., (1851), nom. superfl. = Canna indica  L. (1753)
- Canna warszewiczii var. flameus Ram.Goyena, (1911) = Canna indica  L. (1753)
- Canna xalapensis Bouché, (1833) = Canna indica  L. (1753)